# Velké Pavlovice zastávka
Velké Pavlovice zastávka – przystanek kolejowy w Velkich Pavlovicach, w kraju południowomorawskim, w Czechach. Znajduje się na wysokości 170 m n.p.m.
Jest zarządzany przez Správę železnic. Na przystanku istnieje możliwości zakupu biletów i rezerwacji miejsc.

## Linie kolejowe
- 255 Hodonín - Zaječí